# GUNDA
GUNDA は、ロシアのヴィクトル・コサコフスキー（Виктор Косаковский）が監督した、ノルウェーで制作・撮影され、アメリカでプロデュースされたドキュメンタリー映画である。

## 概要
この映画は、メスの豚のGUNDAとGUNDAの子である生まれたばかりの子豚に主な焦点を当て、さまざまな家畜の日常生活を映し、GUNDAの子豚の育成を追跡する。さらに、この映画は、片足の鶏を含む数頭の牛と鶏も登場する。前述のGUNDAや牛や鶏を含むすべての動物は放し飼いであり、この映画では、人間が登場せず、音声やナレーションなしで、動物だけが登場する。また、この映画は白黒で撮影されている。 GUNDAと子豚のシーンは、ノルウェーのトンスベルクのUndrumsdalにあるグロスタッド農場で撮影され、そのほかの動物シーンはスペインの動物保護区とイングランドの農場で撮影された。
この映画は、アニタ・レホフ・ラーセン（Anita Rehoff Larsen）とノルウェーの制作会社サント・アンド・ウサントによって制作された。アメリカの俳優で動物愛護活動家のホアキン・フェニックスがプロデュースし、ダニー・グローヴァーなどの他のハリウッドスターと協力して映画の資金調達を支援した。ヴィクトル・コサコフスキーは監督の他に、脚本を行い、エギル・ホスクホルド・ラーセンと共に撮影を行い、アイナラ・ヴェラと共に映画を編集した。

## 受賞
この映画は、 2020年2月にベルリン国際映画祭で公開された。ノルウェーの映画館では、新型コロナウイルスのパンデミック中の制限のために数回延期された後、2021年3月26日にプレミア上映された。2021年3月現在、この映画は 35 か国に配給されている。

この映画は、ハンブルグ映画祭、ストックホルム国際映画祭、ダブリン映画祭などで、最優秀ドキュメンタリー映画部門、最優秀撮影部門などの国際的な賞を受賞している。また、この映画は、2021年に開催された第93回アカデミー賞の最優秀ドキュメンタリー映画部門で最終選考に残った15の映画の1つである。2021 年のアマンダ賞（Amandaprisen）ではアレクサンドル・ドゥダレフが最優秀サウンドデザイン賞を、エギル・ホスクホルド・ラーセンとヴィクター・コサコフスキーが最優秀撮影賞を受賞し、2021年北欧理事会映画賞へのノルウェーからの候補作に選ばれた。